# Olaf Tufte
Olaf Karl Tufte (Tønsberg, 27 aprile 1976) è un canottiere norvegese, vincitore di due ori nel singolo a Atene 2004 e a Pechino 2008 e un argento nel 2 di coppia a Sydney 2000.

## Olimpiadi
A Londra 2012, partecipando alla sua 5ª Olimpiade all'età di 36 anni, essendosi classificato solo per la finale B, non è riuscito a raggiungere i canottieri Vjačeslav Ivanov ( Unione Sovietica) e Pertti Karppinen ( Finlandia) che prima di lui sono stati capaci di aggiudicarsi 3 medaglie d'oro consecutive nel singolo.
A Rio de Janeiro 2016, alla sua 6ª Olimpiade, vince la medaglia di bronzo nel 2 di coppia insieme a Kjetil Borch.

## Palmarès
- Olimpiadi

Sydney 2000: argento nel 2 di coppia.
Atene 2004 oro nel singolo.
Pechino 2008: oro nel singolo.
Rio de Janeiro 2016: bronzo nel 2 di coppia.
- Campionati del mondo di canottaggio

St. Catharines 1999: bronzo nel due di coppia.
Lucerna 2001: oro nel singolo.
Siviglia 2002: bronzo nel singolo.
Milano 2003: oro nel singolo.
Kaizu 2005: argento nel singolo.
Monaco di Baviera 2007: bronzo nel singolo.
- Campionati europei di canottaggio

Poznan 2015: bronzo nel singolo.